# Kontha Károly
Kontha Károly (1925. február 18. – Budapest, 2002. november 5.) labdarúgó, hátvéd, edző.

## Pályafutása

### Játékosként
16 évesen lett igazolt játékos az Erzsébeti TC ifi utánpótlás csapatában. 18 évesen került be a BLASZ-ban játszó felnőttek közé. A háború után az Erzsébeti MADISZ-ban kezdett újra játszani, amely csapategyesítések után ErSo Madisz néven szerepelt az NB II-ben. 1947-ben bekerült a B és a Budapest válogatottba.
Az 1949–50-es idényben az Erzsébet-Soroksár csapatában mutatkozott be ez élvonalban. 1950 és 1958 között a Vasas együttesében játszott, ahol egy-egy bajnok címet és magyar kupagyőzelmet szerzett a csapattal.
1956-ban és 1957-ben Közép-európai kupa-győztes volt. Az 1957–58-as bajnokcsapatok Európa-kupája idényben az elődöntői jutott a piros-kékkel. 1958-ban vonult vissza az aktív labdarúgástól.

### Edzőként
1958-ban a Vasas ifjúsági edzőjeként kezdett el dolgozni. Először az alsóbb osztályú Ikarusz csapatánál lett vezetőedző, majd Pécsett dolgozott. 1969 és 1971 között a lengyel Stal Rzeszów csapatánál volt vezetőedző. Egy idényre visszatért Pécsre, majd 1973-ban megint Lengyelországban vállalt munkát, a Stal Mielec csapatánál. 1974 elején a Nagykanizsai Olajbányász edzője lett. Júniusban a SZEOL vezetőedzőjének nevezték ki. 1976 nyarán újra az Ikarus trénere lett. 1978 júliusában a Leniváros szakmai vezetője lett. 1980 januárjától a Karcag csapatát irányította. Júniusban a Komló edzőjének nevezték ki.

## Sikerei, díjai
- Magyar bajnokság
  - bajnok: 1957-tavasz
- Magyar kupa (MNK)
  - győztes: 1955
- Bajnokcsapatok Európa-kupája (BEK)
  - elődöntős: 1957–58
- Közép-európai kupa (KK)
  - győztes: 1956, 1957
- A Gépipar Kiváló Dolgozója (1956)[7]
- A Magyar Népköztársaság Kiváló Sportolója (1956)[8]